# Pistolet à peinture
Pour les articles homonymes, voir pistolet.
Le pistolet à peinture est un outil utilisé pour pulvériser des peintures sur tous types de supports.
Le support peut être le bois, les plastiques, les résines, les matériaux en fibres, les métaux.

## Histoire
L'Homme du Paléolithique pulvérisait déjà de la peinture grâce à de l'air pulsé.

## Principe de fonctionnement
Il existe plusieurs types de pistolet : 

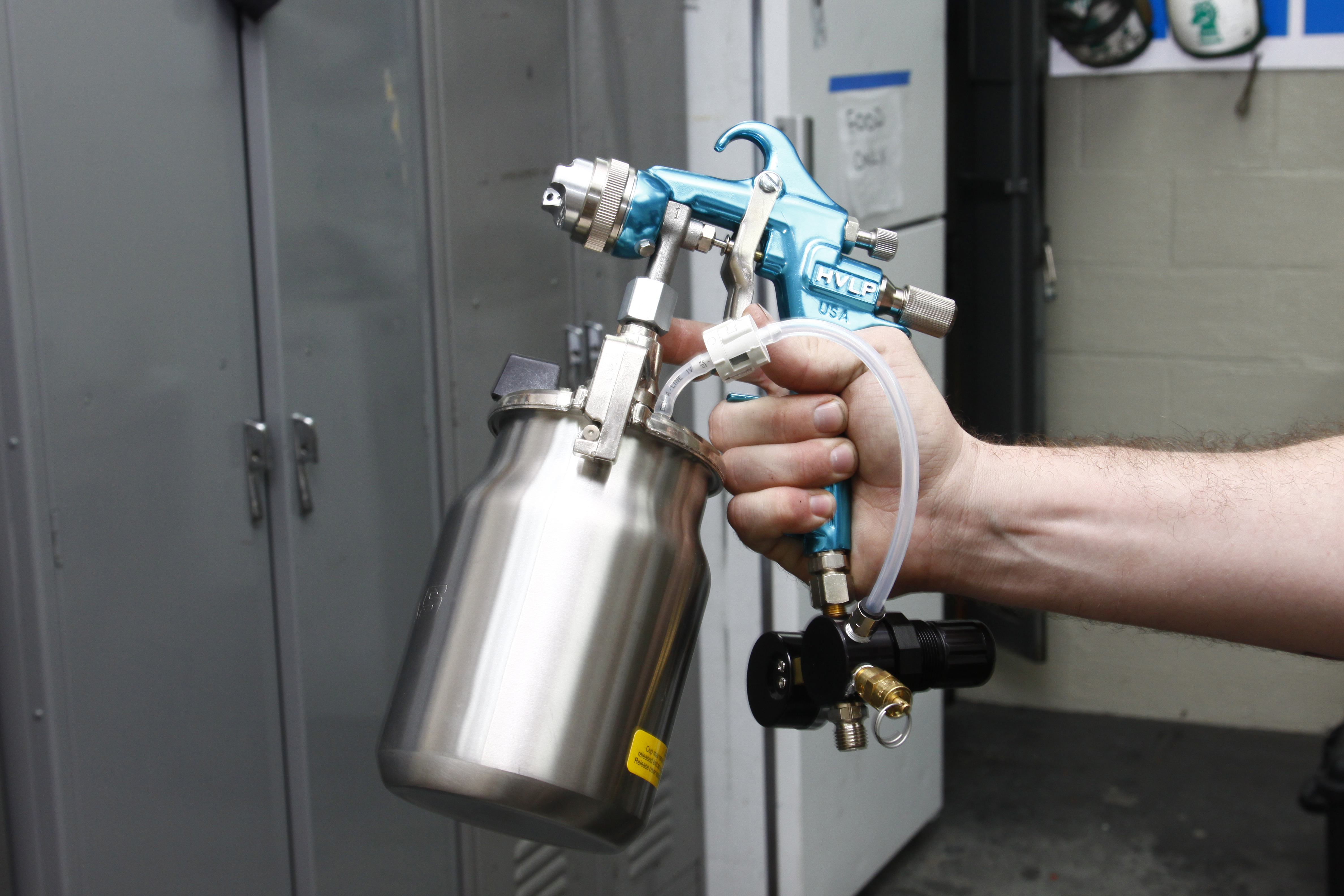
Pistolet à peinture à air comprimé

- Pistolet à peinture à air compriméLes pistolets pneumatiques conventionnels : la pulvérisation est obtenue par projection de la peinture grâce à un flux d'air comprimé. L'alimentation du pistolet peut se faire par gravité (avec un godet fixé au dessus du pistolet), par aspiration (en utilisant un godet fixé sous le pistolet) ou par pression (le pistolet est alors alimenté grâce à une pompe ou un pot sous pression). C'est le principe de l'aérographe pour les artistes.
- Les pistolets airless : la pulvérisation est obtenue par passage de la peinture à haute pression à travers un orifice (la buse). Ces pistolets sont nécessairement alimentés par un pompe haute pression (de 120 bars à 480 bars). C'est aussi le principe du gunitage pour les crépis projetés.
- Les pistolets airmix : La pulvérisation est obtenue par passage de la peinture à moyenne pression (de 35 bars à 120 bars) à travers un orifice et par l'adjonction d'air comprimée à la sortie de cet orifice pour améliorer la forme et la qualité de l'atomisation ;
- Les pistolets électrostatiques peuvent soit être une amélioration des pulvérisations pneumatiques et airmix. Dans ce cas, il s'agit d'améliorer le taux de transfert par effet d'attraction électrique entre les gouttelettes de peinture et la surface à couvrir. Soit, ils peuvent servir à appliquer des peintures sous forme de poudre qui sans effet électrostatique ne tiendraient pas sur la surface à peindre avant cuisson.

Suivant le type utilisé, les rendements (taux de transfert) sont de 30 % à 80 % de peinture réellement déposée sur le support. Le reste, l'aérosol (overspray) est capté par des hottes de peinture à filtre carton ou rideau d'eau, ou se dépose par terre.
D'autres principes existent : bols et disques électrostatiques ou non, bains rouleaux et rideaux de peinture.
Le principe de base est celui du pointeau actionné par une gâchette via sa fourchette. 
Dans le  cas de l'Airmix, deux chambres séparées sur le pointeau permettent de propulser le produit puis le produit et l'air, modifiant ainsi la forme du jet et la répartition du produit, ainsi que sa vitesse et donc le rebond et par conséquent le transfert.

## Les pompes à peinture
- Haute pression (de peinture) : plusieurs brevets protègent le procédé.
- Basse pression[2]

## Fabricants historiques en France
On trouvera des plans et des éclatés de ce type de matériel sur les documentation techniques de leurs produits.
On peut citer Wagner, Kremlin, Sames, Graco, Larius...